# Palo (Huesca)
Palo es una localidad y municipio situado en la comarca de Sobrarbe, en Huesca, Aragón, España. Según el Instituto Nacional de Estadística de España (INE), Palo tenía 26 habitantes en 2020. Está situado a 734 m s. n. m. (metros sobre el nivel del mar), y cubre una superficie de 14,4 km². Pertenece al partido judicial de Boltaña.

## Demografía
Palo cuenta con una población de 33 habitantes (INE 2024).
| Gráfica de evolución demográfica de Palo entre 1842 y 2021                                                          |
| |
| Población de derecho según los censos de población del INE Población de hecho según los censos de población del INE |

## Administración y política
| Período             | Alcalde                                          | Partido |  |
| ------------------- | ------------------------------------------------ | ------- |  |
| 1979-1983           | Antonio Sin Laplana                              | UCD     |  |
| 1983-1987           | [cita requerida]                                 | AP      |  |
| 1987-1991           | María Antonia Arnal Espinosa                     | PSOE    |  |
| 1991-1995           | María Antonia Arnal Espinosa                     | PSOE    |  |
| 1995-1999           | María Antonia Arnal Espinosa                     | PSOE    |  |
| 1999-2003           | María Antonia Arnal Espinosa                     | PSOE    |  |
| 2003-2007           | María Antonia Arnal Espinosa                     | PSOE    |  |
| 2007-2011           | María Antonia Arnal Espinosa                     | PSOE    |  |
| 2011-2015           | María Antonia Arnal Espinosa                     | PSOE    |  |
| 2015-2019           | María Antonia Arnal Espinosa                     | PSOE    |  |
| 2019-2020 2020-2023 | María Antonia Arnal Espinosa Begoña Dorado Núñez | PSOE    |  |

| Partido político    | Partido político                                   | 2003   | 2007   | 2011   | 2015   | 2019   |
| Partido político    | Partido político                                   | Ediles | Ediles | Ediles | Ediles | Ediles |
|                     | Partido de los Socialistas de Aragón (PSOE-Aragón) | 1      | 1      | 1      | 1      | 1      |
|                     | Partido Popular (PP)                               | —      | —      | —      | 0      | —      |
| Total de concejales | Total de concejales                                | 1      | 1      | 1      | 1      | 1      |

## Cultura

### Fiestas
- 15 de agosto: Fiestas en honor a la virgen de la Asunción.
- 23 de abril: San Jorge.

### Patrimonio
- Iglesia parroquial dedicada a San Martín, de los siglos XVI y XVII[9] (recientemente ha sido rehabilitada).
- Ermita de San Clemente, de estilo románico (siglo XI), la más antigua del municipio.
- Santuario de Bruis (siglo XVI).